# Tăng calci máu
Tăng calci huyết là mức calci cao (Ca2 +) trong huyết thanh. Giới hạn bình thường của nồng độ calci là 2,1–2,6 mmol/L (8,8–10,7 mg / dL, 4,3-5,2 mEq/L) với mức độ lớn hơn 2,6 mmol/L được xác định là tăng calci huyết. Những người có mức tăng nhẹ đã phát triển chậm thường không có triệu chứng. Ở những người có mức độ lớn hơn hoặc khởi phát nhanh, các triệu chứng có thể bao gồm đau bụng, đau xương, lú lẫn, trầm cảm, suy nhược, sỏi thận hoặc nhịp tim bất thường kể cả ngừng tim.
Hầu hết các trường hợp là do tăng cường cận giáp hoặc ung thư. Các nguyên nhân khác bao gồm sarcoidosis, bệnh lao, bệnh Paget, nhiều nội tiết neoplasia (MEN), độc tính vitamin D, tăng calci huyết uric, và một số loại thuốc như lithium và hydrochlorothiazide. Chẩn đoán thường nên bao gồm calci hoặc calci đã được hiệu chỉnh và được xác nhận sau một tuần. Những thay đổi cụ thể, chẳng hạn như khoảng QT rút ngắn, PR kéo dài, có thể được nhìn thấy trên điện tâm đồ (ECG).
Điều trị có thể bao gồm truyền dịch tĩnh mạch, furosemide, calcitonin hoặc pamidronate ngoài việc điều trị nguyên nhân cơ bản. Tuy nhiên, có ít bằng chứng điều trị hiệu quả cho furosemide. Ở những người có mức độ nhập viện rất cao có thể được yêu cầu. Chạy thận nhân tạo có thể được sử dụng ở những người không đáp ứng với các phương pháp điều trị khác. Ở những người có độc tính vitamin D có thể hữu ích. Tăng calci huyết tương đối phổ biến. Bệnh cận giáp chủ yếu xảy ra ở giữa một và bảy cho mỗi nghìn người và tăng calci huyết xảy ra trong khoảng 2,7% những người bị ung thư.